# Фауст (опера)
«Фа́уст» — опера Шарля Гуно в пяти актах с прологом и балетными сценами. Написана на сюжет первой части трагедии Гёте «Фауст». Либретто: Жюль Барбье и Мишель Карре. Автор русского текста — П. И. Калашников.

## История постановок
Первая постановка: Париж, «Театр Лирик» (Théatre-Lyrique), 19 марта 1859 года; окончательная редакция: Париж, «Гранд-Опера», 3 марта 1869 года.
Национальный дом оперы отказался ставить «Фауст» под предлогом, что опера недостаточно «зрелищна», а театр Лирик отложил её на год из-за того, что в тот момент в Порте Св. Мартина как раз шла драма Деннери «Фауст». Постановщик Леон Карвальо (жена которого, Мария Каролин, исполняла партию Маргариты) настоял на ряде изменений с некоторыми сокращениями. Поначалу опера не имела большого успеха. Она прошла в Германии, Бельгии, Италии, но популярность появилась в Париже в 1862 году. Позже, в 1869 году, в Королевском театре оперы, были добавлены балетные сцены — «Вальпургиева ночь». С тех пор опера стала наиболее часто исполняемой в течение многих десятилетий.
Популярность начала спадать примерно с 1950 года. Полная постановка оперы с мощным хором, богатыми декорациями и костюмами, и особенно с включением балетных сцен в последнем акте, является дорогим предприятием. Тем не менее, по некоторым оценкам, опера «Фауст» находится на восемнадцатом месте в числе двадцати наиболее популярных опер в Северной Америке.

## История создания
Опера на сюжет гетевского «Фауста» была задумана Гуно в 1839 году, однако к осуществлению своего замысла он приступил лишь семнадцать лет спустя. Либреттисты Ж. Барбье (1825—1901) и М. Карре (1819—1872) с энтузиазмом взялись за работу. В разгар сочинения музыки стало известно, что на сцене одного из парижских театров появилась мелодрама «Фауст». Директор Лирического театра, которому Гуно предложил свою оперу, опасаясь конкуренции, отказался от её постановки. Вместо этого композитору была заказана новая опера на сюжет мольеровского «Лекаря поневоле» (1858). Всё же работу над своей оперой Гуно не прекращал. Премьера «Фауста» состоялась в Париже 19 марта 1859 года. Первые представления успеха не имели, но постепенно популярность оперы росла: уже к концу сезона 1859 года она выдержала 57 спектаклей. Первоначально «Фауст» был написан с разговорными диалогами. В 1869 году для постановки на сцене парижского театра Большой оперы Гуно заменил диалоги мелодическим речитативом и дописал балетную сцену «Вальпургиева ночь». В этой редакции опера заняла в мировом театральном репертуаре прочное место.
Сюжет оперы заимствован из первой части одноимённой трагедии Гёте (1773—1808), основой которой послужила распространённая в Германии средневековая легенда. Однако, в отличие от Гёте, сюжет этот трактован в опере в лирико-бытовом, а не в философском плане. У Фауста Гуно преобладают не столько размышления о жизни, пытливые поиски истины, сколько пылкость любовных чувств. Значительно упрощён и образ Мефистофеля: полный у Гёте глубокого смысла, он предстал в опере в насмешливо-ироническом плане. Наиболее близка к литературному прототипу Маргарита, в обрисовке которой подчеркнуты человечные, задушевные черты.

## Действующие лица

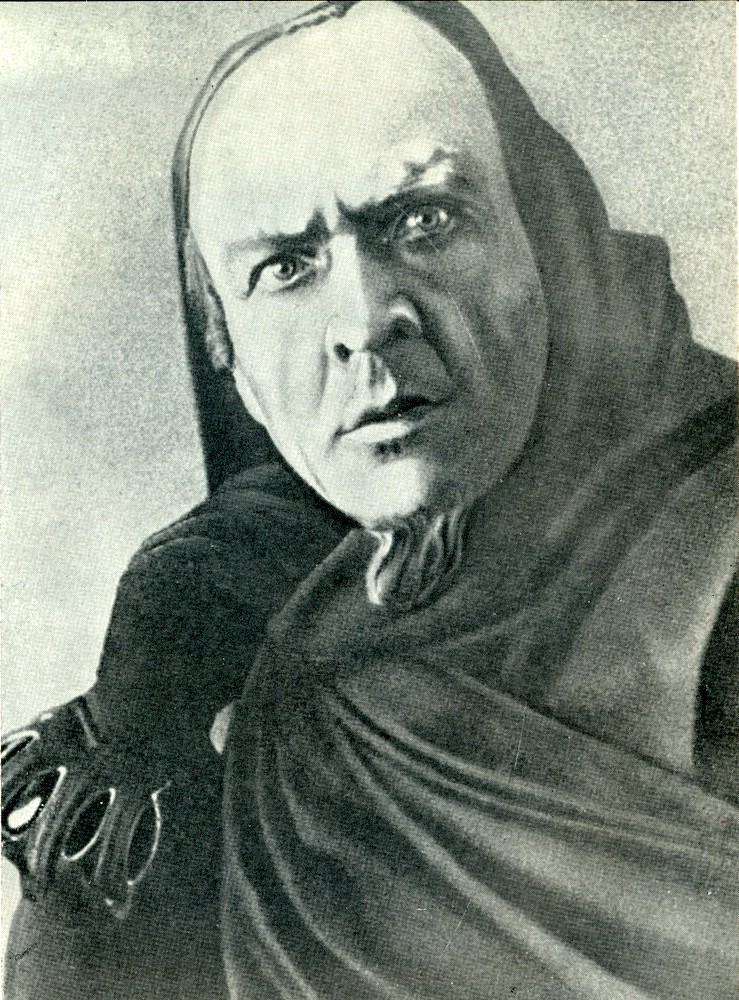
Ф. И. Шаляпин в роли Мефистофеля (1916)

| Партия                                           | Голос         | Исполнитель на премьере, 19 марта 1859 (дирижёр Адольф Делофр) | Исполнитель на премьере окончательной редакции, 3 марта 1869 |
| ------------------------------------------------ | ------------- | -------------------------------------------------------------- | ------------------------------------------------------------ |
| Фауст                                            | тенор         | Жозеф Барбо                                                    |                                                              |
| Мефистофель                                      | бас           | Эмиль Баланк                                                   |                                                              |
| Маргарита                                        | сопрано       | Мари Миолан-Карвальо                                           |                                                              |
| Валентин                                         | баритон       | Рейно                                                          |                                                              |
| Вагнер                                           | бас           | М. Сибо                                                        |                                                              |
| Зибель                                           | меццо-сопрано | Февр                                                           |                                                              |
| Марта                                            | контральто    | Дюкло                                                          |                                                              |
| Студенты, солдаты, горожане, дети, простонародье |               |                                                                |                                                              |

## Краткое содержание

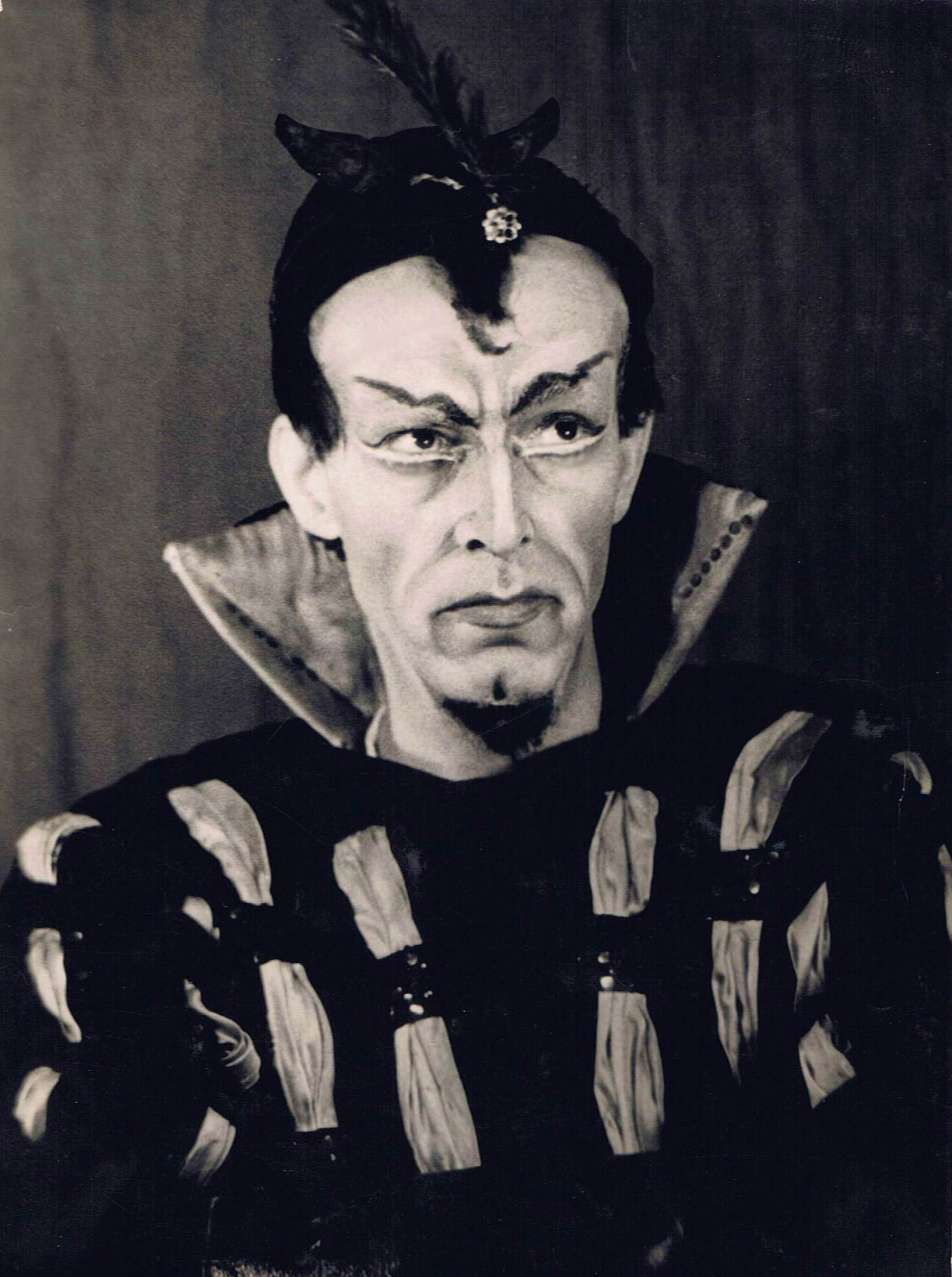
Георгий Петров в роли Мефистофеля (1970) (Слушать куплеты)

Действие происходит в Германии в Средние века.
Пролог

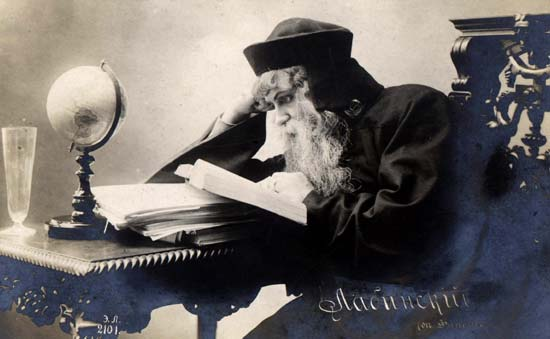
Тенор Андрей Лабинский (1871—1941) в роли Фауста

Как последний шанс, Фауст взывает к злому духу — и перед ним появляется Мефистофель. Смущён, испуган Фауст, пытается прогнать духа — тот ему: «Не стоит чёрта вызывать из ада, чтоб тотчас же его гнать!» На вопрос: «Что дать мне можешь ты?» Мефистофель предлагает ему злато, славу, власть, но Фауста это не привлекает — ему нужна молодость. Посланец ада соглашается — Фауст вновь обретёт молодость, но при условии: «Я здесь всегда к твоим услугам, но потом ты будешь мой! Пиши, здесь вот!» Фауст колеблется, тогда Мефистофель в виде рекламы демонстрирует ему образ прекрасной Маргариты («Юность так прелестна, ты взгляни сюда, мой доктор!») Фауст соглашается, подписывает договор, выпивает свой кубок («Здесь яда уж нет, здесь жизнь и младость!») и отправляется с Мефистофелем.
Действие первое
В разгар веселья появляется Мефистофель. Он исполняет злые и едкие куплеты о власти всемогущего золота, которые можно назвать главной «визитной карточкой» оперы (Слушать куплеты в исп. Г.Петрова): 
Мефистофель ведёт себя вызывающе. Он предлагает всем великолепное вино, затем предсказывает гибель Вагнера в первом же бою, уверяет, что Зибель не сможет сорвать ни одного цветка, чтобы он тотчас же не завял, и соответственно преподнести их Маргарите… Поднимая бокал, он предлагает «Тост совсем невинный: за Маргариту!». Разгневанный Валентин пытается достать шпагу, но она переламывается. Тогда все догадываются, кто перед ними. Они поднимают крестообразные рукояти мечей — чтобы изгнать дьявола. Тот удаляется, бросая им на прощание: «Увидимся мы скоро, господа, прощайте!»
Вернувшись к Фаусту, Мефистофель предлагает ему начать развлечения. Фауст напоминает ему о Маргарите. Тот, замявшись: «Но чистота её нам мешает!» Фауст грозит покинуть его. Мефистофель заверяет Фауста: «Не хотел бы я, доктор милый мой, расставаться с вами, я вами дорожу! К нам придёт она — я обещаю вам!..»
Площадь. Фауст ждёт встречи с Маргаритой. Мефистофель тем временем отвлекает Зибеля. Завидев девушку, Фауст подходит к ней и заговаривает: «Смею ль я предложить, красавица вам руку, вас охранять всегда, вам рыцарем служить..» Маргарита, как и положено приличной девушке, отвергает его: «Ах нет-нет, будет мне слишком много в том чести, не блещу я красою и право я не стою рыцарской руки» — и уходит, оставив потрясённого и очарованного Фауста.
Действие второе
Зибель пытается собирать для Маргариты цветы, но они тотчас увядают. Вот оно, проклятье! Зибель догадывается омыть руки святой водой — и это помогает. Зибель оставляет букет у двери и уходит. В саду — Фауст и Мефистофель. Они слышат сердечные признания Зибеля, видят букет, предназначенный Маргарите. Сердцем Фауста овладевает ревность. Мефистофель иронизирует по поводу цветов и говорит, что у него есть кое-что поценнее. Оставив возле двери ларец с драгоценностями, Фауст и Мефистофель удаляются.
Выходит Маргарита. Замечает букет — догадывается, что это от Зибеля. Но тут ей на глаза попадается таинственный ящичек Мефистофеля. Поддавшись искушению, она примеряет драгоценности. «И зеркало нашлось, как будто всё нарочно, для меня! Как в него не поглядеться? Как же не поглядеться?» При этом интонации Маргариты меняются: невинность вытесняется некоторой алчностью. Тут заходит её соседка, Марта. Она не сомневается, что украшения оставлены влюблённым рыцарем, и сетует, что её муж такого ей никогда не дарил. Появляются Фауст и Мефистофель. Последний берёт Марту на себя, чтобы оставить Фауста и Маргариту наедине. Начинает он с того, что муж Марты скончался. Намекает расстроенной Марте, что надо его заменить кем-нибудь другим, намекая на себя. Та клюёт на это. Доходит до того, что Мефистофель восклицает: «Эта старая карга охотно б под венец пошла со всяким, даже с Сатаною!». Параллельно Фауст объясняется в любви Маргарите. Тем временем Мефистофель, уведя Марту подальше, к её глубокому разочарованию, исчезает, заметив напоследок: «Эта старая красотка даже Черту не находка…» Он возвращается к влюблённым и повелевает ночи одеть их её таинственным покровом, а цветам велит «…душистым тонким ядом воздух отравить и усыпить сном сладким совесть…» Маргарита прощается с Фаустом и уходит к себе в дом. Потом выходит и зовёт Фауста. Тот бросается к ней. Мефистофель торжествующе усмехается вслед.
Действие третье
Картина первая. Любовь к Фаусту принесла Маргарите тяжкие страдания. Много дней провела она в одиночестве, ожидая любимого, однако напрасно: Фауст её покинул. Но Зибель по-прежнему верен ей, утешает несчастную.
Картина вторая. Мефистофель пытается увести его: «Ну зачем посещать те места, где неприятно? Мы время лучше проведём — нас ждёт веселье, нас ждёт весёлый пир». Но Фауст не может выбросить Маргариту из головы. Тогда Мефистофель, глумясь над чувствами Фауста, с хохотом исполняет саркастическую, насмешливую серенаду. Выбегает со шпагой Валентин. Мефистофель издевается над ним, говоря, что серенаду исполняли не для него. Валентин хочет наказать того, кто обесчестил их семью. Перед боем с Фаустом брат Маргариты проклинает Бога и отказывается от Его помощи. Мефистофель замечает вполголоса: «Раскаешься ты в том» и инструктирует Фауста: «Вы колите смелей! О защите вашей позабочусь я!». Трижды делает выпад Валентин и трижды промахивается. Наконец Фауст наносит Валентину смертельный удар и, увлекаемый Мефистофелем, скрывается. Вокруг умирающего собирается толпа. Маргарита пытается облегчить страдания брата, но он с негодованием отстраняет её и, несмотря на мольбы Зибеля и толпы о милосердии, проклинает сестру перед смертью и предрекает ей позорную гибель.
Действие четвёртое
Картина первая. Маргарита потеряла рассудок и убила собственное дитя. Теперь она ожидает казни. Фауст крадет ключи у заснувшей стражи и приходит в камеру Маргариты, чтобы спасти её. Маргарита с нежностью вспоминает, как они познакомились. Обеспокоенный Фауст уговаривает её бежать с ним. Их прерывает появившийся Мефистофель: скоро утро, их ждут быстрые кони! Заслышав шаги, Мефистофель и Фауст скрываются. Входит стража со священником, чтобы увести её на казнь. Маргарита выходит к ним навстречу.
Картина вторая. Вальпургиева ночь. Чтобы отвлечь Фауста, Мефистофель привёл его на шабаш ведьм. Фауст утешается в обществе ведьм и пьет вино. Но, услышав голос Маргариты, и увидев её виденье, вырывается из плена Мефистофеля и следует за ней.

## Аудиозаписи
- 1948 — дирижёр Василий Небольсин, хор и оркестр Большого театра, СССР

Исполнители: Фауст — Иван Козловский, Мефистофель — Александр Пирогов, Маргарита — Елизавета Шумская, Валентин — Павел Лисициан, Зибель — Елена Грибова, Марта — Нина Остроумова, Вагнер — Иван Скобцов
- 1948 — дирижёр Василий Небольсин, хор и оркестр Большого театра, СССР

Исполнители: Фауст — Иван Козловский, Мефистофель — Марк Рейзен, Маргарита — Елизавета Шумская, Валентин — Иван Бурлак, Зибель — Елена Грибова, Марта — Нина Остроумова, Вагнер — Иван Скобцов
- 1949 — дирижёр Вильфред Пелетье, хор и оркестр театра «Метрополитен-опера», Arkadia, США

Исполнители: Фауст — Джузеппе ди Стефано, Мефистофель — Итало Тахо, Маргарита — Доротея Кирстен, Валентин — Леонард Уоррен
- 1958 — дирижёр Андре Клюитанс. Оркестр и хор Парижской Национальной Оперы, Париж, Франция. Исполнители: Фауст — Николай Гедда, Мефистофель — Борис Христов, Маргарита — Виктория де лос Анхелес, Валентин — Эрнест Бланк, Вагнер — Виктор Отран, Зибель — Лилиан Бертон, Марта — Рита Горр.
- 1966 — дирижёр Ричард Бониндж, Амвросианский оперный хор, Лондонский симфонический оркестр, Decca Records, Великобритания

Исполнители: Фауст — Франко Корелли, Мефистофель — Николай Гяуров, Маргарита — Джоан Сазерленд, Валентин — Робер Массар, Зибель — Маргрета Элкинз
- 1977 — дирижёр Ге́рберт фон Ка́раян, Венский государственный оперный хор, Берлинский филармонический оркестр, Deutsche Grammophon, Германия

Исполнители: Фауст — Хосе́ Карре́рас, Мефистофель — Роберт Ллойд, Маргарита — Ка́тя Риччаре́лли, Валентин — Бернд Вайкль, Зибель — Криста Людвиг
- 1978 — дирижёр Жорж Претр, хор и оркестр театра «Гранд-опера», EMI, Франция

Исполнители: Фауст — Пласидо Доминго, Мефистофель — Николай Гяуров, Маргарита — Мирелла Френи, Валентин — Томас Аллен, Зибель — Мишель Коман
- 1986 — дирижёр Колин Дэвис, хор и оркестр Баварского радио, Philips, Франция

Исполнители: Фауст — Франсиско Арайса, Мефистофель — Евгений Нестеренко, Маргарита — Кири Те Канава, Валентин — Андреас Шмидт, Зибель — Памела Коберн
- 1989 — дирижёр Сэйдзи Одза́ва, Хор радиостанции «Франция», Национальный оркестр Франции, Deutsche Grammophon, Германия

Исполнители: Фауст — Альберто Купидо, Мефистофель — Саймон Эстес, Маргарита — Розалинд Плуард, Валентин — Хуан Понс, Зибель — Энн Мюррей

## Видеозаписи
- 2011 — дирижёр Янник Незе-Сеген, оркестр и хор Метрополитен-оперы, США, режиссёр — Дес Маканафф (англ. Des McAnuff)

Исполнители: Фауст — Йонас Кауфман, Мефистофель — Рене Папе, Маргарита — Марина Поплавская, Валентин — Расселл Браун, Зибель —  Мишель Лозье (фр. Michèle Losier)

## Экранизация
- Режиссёр Борис Небиеридзе, в главной роли Мефистофеля Анатолий Кочерга (поёт он же). Экранизация оперы выполнена украинской студией телевизионных фильмов в 1982 году.